# Institut supérieur des études technologiques de Kélibia
L’Institut supérieur des études technologiques de Kélibia (arabe : المعهدالعالي للدراسات التكنولوجية بقليبية) ou ISET-Kélibia est une institution d'enseignement supérieur tunisienne fondée en 2012 et ayant pour vocation de former des diplômés en licence appliquée dans le cadre de la réforme LMD.
Il compte trois départements :
- Département des technologies de l'informatique[3] ;
- Département de génie des procédés[4] ;
- Département de génie des engins maritimes[5].

L'institution se trouve à Kélibia dans le gouvernorat de Nabeul.

## Directeurs
- Narjess Sghaier[6]
- Faycel Chaoua[7]